# 中国外交史
- 關於中国对外战争，請見「中国军事史」。
- 關於中国对外文化交流，請見「中国文化史」。

中國對外關係史即中國外交史，指历史上属于中国范畴的所有政权和其他国家交往的历史。
2000多年前的中国以丝绸之路来和中亚、欧洲相互交流。唐朝的繁荣时期，长安成为当时世界的最重要城市之一，宽容地接受世界各地而来的文化。明朝的郑和下西洋是航海史上的壮举。清朝时，英国使者带礼品到中国来为乾隆皇帝祝寿时，被中国当以“朝贡”对待，并因英国从东部海路过来，而称之为“英夷”。鸦片战争后，清政府“天朝上國”觀念轉變，對外關也從此发生根本性的改变。

## 古代

### 上古
在古時，中国认为自己是文明世界的中心，中国的皇帝是这个文明世界的领导者，有“得中原者得天下”的说法。以中原为世界的中心，中国视周边地区为东夷、南蛮、西戎和北狄，词语带有蔑视的态度。其实，中国只是东亚地區的中心。当时这种外交政策在东亚、东南亚被迫广泛接受。
汉匈战争初期，汉高祖刘邦率军白登被围，接受了娄敬建议，开始了与匈奴的和亲政策。
汉武帝时期，大败匈奴，此外，汉武帝消灭了于朝鲜半岛衛滿所建的卫氏王朝，于朝鲜半岛设乐浪四郡。
东汉光武帝时，班超率军荡平西域，是为西域都护。同朝者马援，平越南“二徵”叛乱。后三国鼎立、五胡乱华，万里长城尽烽烟，这种关系便被时间的狼烟所掩盖，直至第二次大一统，即隋朝建立。

### 中古
唐太宗贞观三年（公元629年），唐朝灭东突厥，与波斯萨珊王朝接壤。公元633年，阿拉伯帝国开始对波斯的征服，637年，攻占其首都泰西封，逐渐将战线推到了唐朝西部的边境。贞观二十一年（公元647年），萨珊王朝叶斯德苟特三世遣使向唐朝求援时，唐太宗筹征伐高句丽，故敷衍谢绝。唐高宗永徽二年（公元651年），波斯彻底亡国。龙朔元年（661年）波斯卑路斯王子向唐廷乞援。调露元年（679年），以裴行俭为安抚大食使，领兵护送卑路斯前往波斯建国。裴行俭送至安西一带即行返回。俾路斯在吐火罗一带逗留。景龙元年（707年），俾路斯的儿子泥捏师无奈返回唐朝，被授予左威卫将军。数年后，泥涅师病卒，波斯萨珊王嗣绝。
公元715年，拔汗那国（今乌兹别克斯坦塔什干东南）内部政变，阿拉伯倭马亚王朝武力干涉，拔汗那国王不支，前往唐朝安西都护府求救。安西将领张孝嵩认为：“不救，则无以号令西域。”遂率唐军一万余人，西出龟兹（今新疆库车），长驱而进，推翻拔汗那国傀儡政权。唐开元三年至五年（715年-717年），葱岭以东的喀什噶尔被倭马亚王朝大将屈底波所攻陷。开元七年，粟特人的昭武九姓向唐朝求救。唐朝没有反应。
波斯萨珊王朝灭亡后整整一百年，唐朝终于与阿拉伯展开了决战。公元751年，唐朝因石国“无藩臣礼”，对其宣战。安西都护府四镇节度使高仙芝，奉命率兵西征。俘获石国国王那俱车鼻施，送至京师斩首。石国王子逃出，求助于刚刚改朝换代的阿拉伯阿拔斯王朝。高仙芝欲先发制人，统帅番汉三万兵马西进深入七百余里，至怛逻斯城（今哈萨克斯坦东南江布尔城），同阿波西林所率大食联军相遇。双方交战五日，随同前来助战的葛逻禄部众倒戈，背叛唐军，致使唐军失败，战死或被俘者二万余人，所剩不过数千。高仙芝见取胜无望，遂率残兵败将撤回安西，是为“怛逻斯之战”。五年之后，唐朝爆发“安史之乱”，从此再也无暇顾及西域。
唐太宗时期，国内经济得到发展，唐太宗便心生恢复汉武帝时的大帝国风貌的愿望。贞观三年（公元629年），唐军突袭东突厥，活捉颉利可汗。又苏定方率军灭西突厥。后唐罗联军15万大军（唐军11万，新罗军4万）相继灭掉高句丽，百济国。
670～676年，在唐朝联合新罗先后灭亡百济和高句丽后，两国为争夺对百济和高句丽故地的统治权而爆发战争。唐将薛仁贵平定朝鲜。至唐玄宗时，又册封南诏国。直至唐玄宗时，唐朝進入繁荣時期，商品贸易极其繁荣。四海升平，万国来贺，唐朝首都长安已经是名副其实的世界中心。其中政府各级官员皆有外国人的面庞，各国人才争相来到长安。

## 辽宋夏金元時期

### 宋

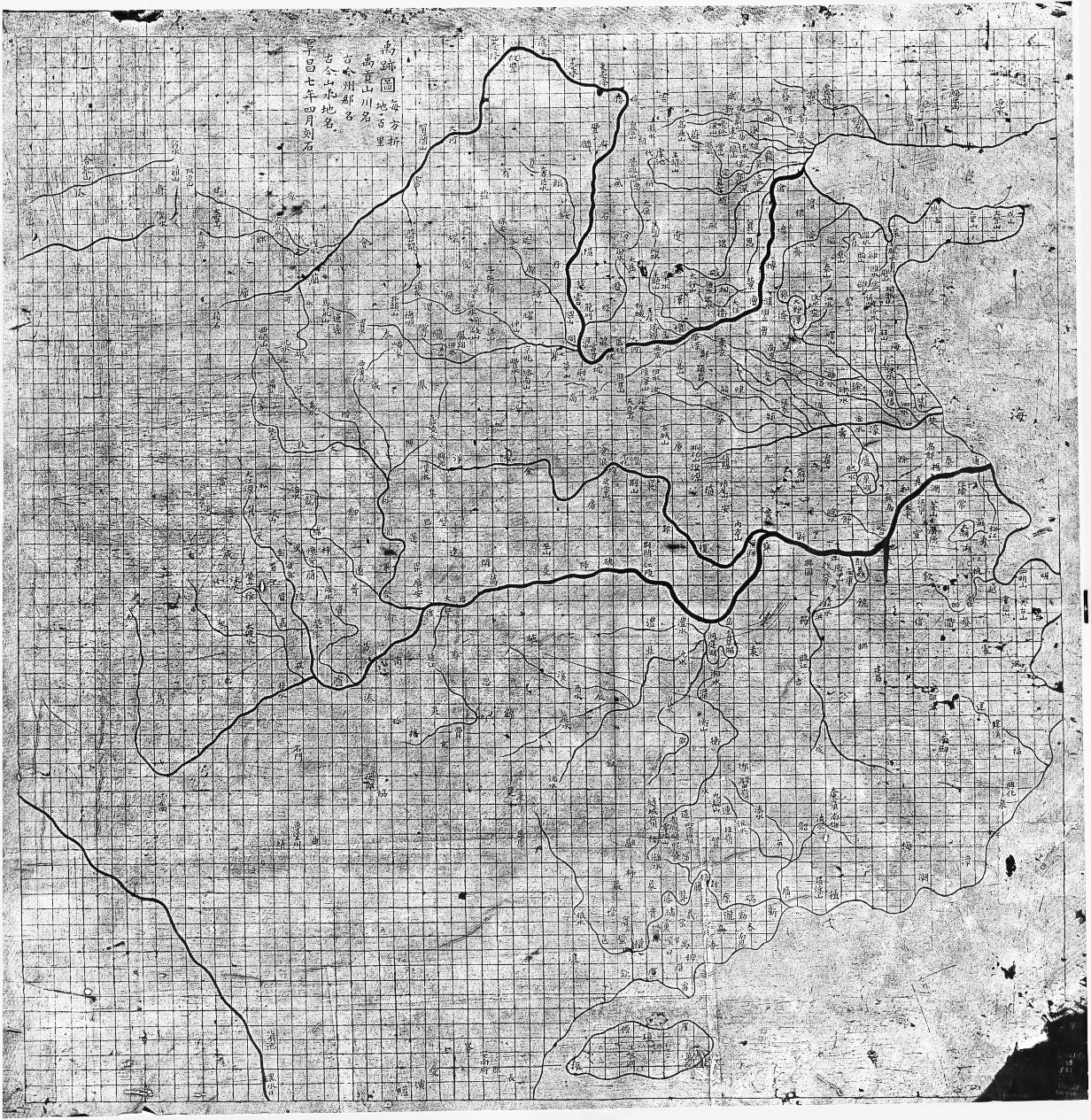
宋代劉齊阜昌七年（1137年）绘刻的《禹迹图》，是中国现存最早的石刻地图之一。

宋朝外敵頻繁，外交的重要性日益增加。針對不同的外交對象，給予不同的館待禮遇，並使之專門化。遼與金國都對宋朝構成巨大威脅，其外交事務主要由枢密院的禮院負責，包括文書往來、使節派遣和一切接待事宜等。元豐年間，樞密院改置北面房，掌北界國信，南宋沿襲之。此外，宋朝專門設置主管往來國信所，作為負責與遼、金交往的具體事務機構。而西夏、高麗、交趾等國的部分，由於宋朝視他們為藩屬國，所以發出的外交文書和禮物等皆稱「制詔」或「賜」，對其國家的外交承認被稱為「冊封」。宋朝在京城設置許多外交接待館驛，作為國家接待各國使節的地方。遼國在都亭驛，西夏在都亭西驛，高麗在梁門外安州巷同文館，回鹘、于阗在禮賓院，三佛齐、真腊、大理、大食等國家在瞻雲館或懷遠驛。
宋朝奉行朝貢體制，然而將重心放在政治利益與經濟利益，也就是「來則不拒，去則不追」。宋代朝貢制度的完善和發展表現在有較固定的管理機構，明確規定貢期，嚴格貢使的證明，回賜的制度化等。南宋時，還將海外貿易作為朝廷的財政收入預算之一，對於朝貢物並非照單全收，而是只接受其中的一小部分，其餘的按市舶貿易的規則進行抽買。免稅貢物的減少，意味著稅收的增加，這樣既有利於外交往來，又給朝廷帶來實惠，使外交和經濟獲得雙贏。
宋朝有名的外交家有富弼、沈括與洪皓。富弼在外交上面對大軍壓境的遼國時屢立奇功。他以理挫敗自傲的遼使，迫使遼使行參拜之禮，後又兩次出使遼國，挫敗遼國割地要求。富弼分析宋、遼、西夏三國的關係，認為遼與西夏強盛的原因是獲得中國的資源與人力，並且協助宋朝撬開遼夏同盟，使宋、遼、西夏三足鼎立的格局逐漸穩定下來。沈括以翰林侍讀學士的身分，出使遼國交涉劃界事宜，獲成而還。他在出使途中繪記遼國山川險阻及風俗人情，完成《使虜圖抄》，上於朝廷。《宋史》稱：沈括「使契丹。凡六會，敵人環而聽者千輩，無以駁其議。」洪皓在南宋危難之時出使金國，被拘15年，但仍不願投降金國。洪皓曾屢次派人向被囚禁在五國城（今黑龍江依蘭縣）的宋徽宗、宋钦宗及在臨安（今浙江杭州）的宋高宗秘密傳遞消息。歸國後，宋高宗稱他「雖苏武不能過」。

### 辽

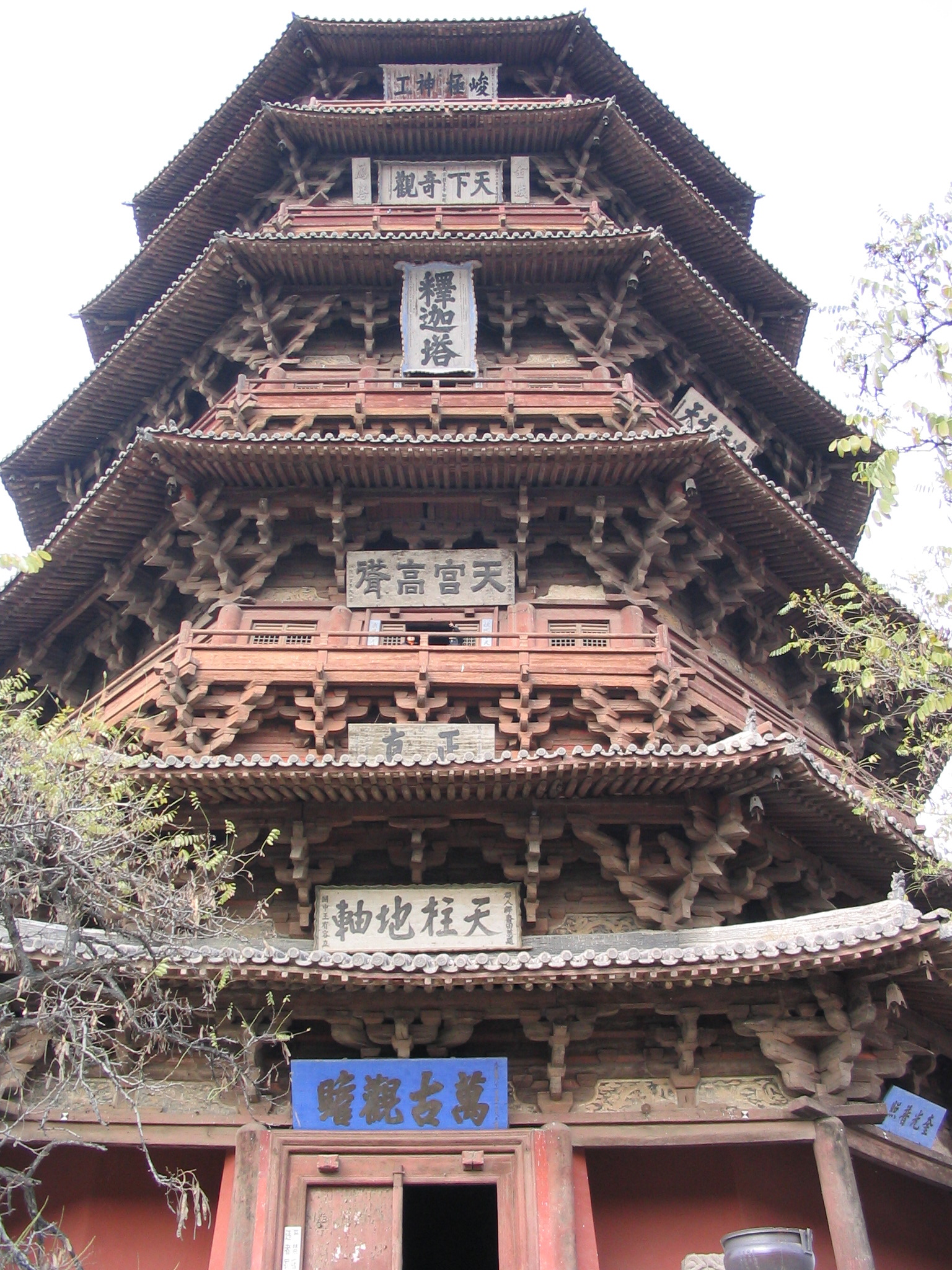
应县木塔（佛宫寺释迦塔），建於1056年，是目前世界现存最高、最古老的多层木结构建筑

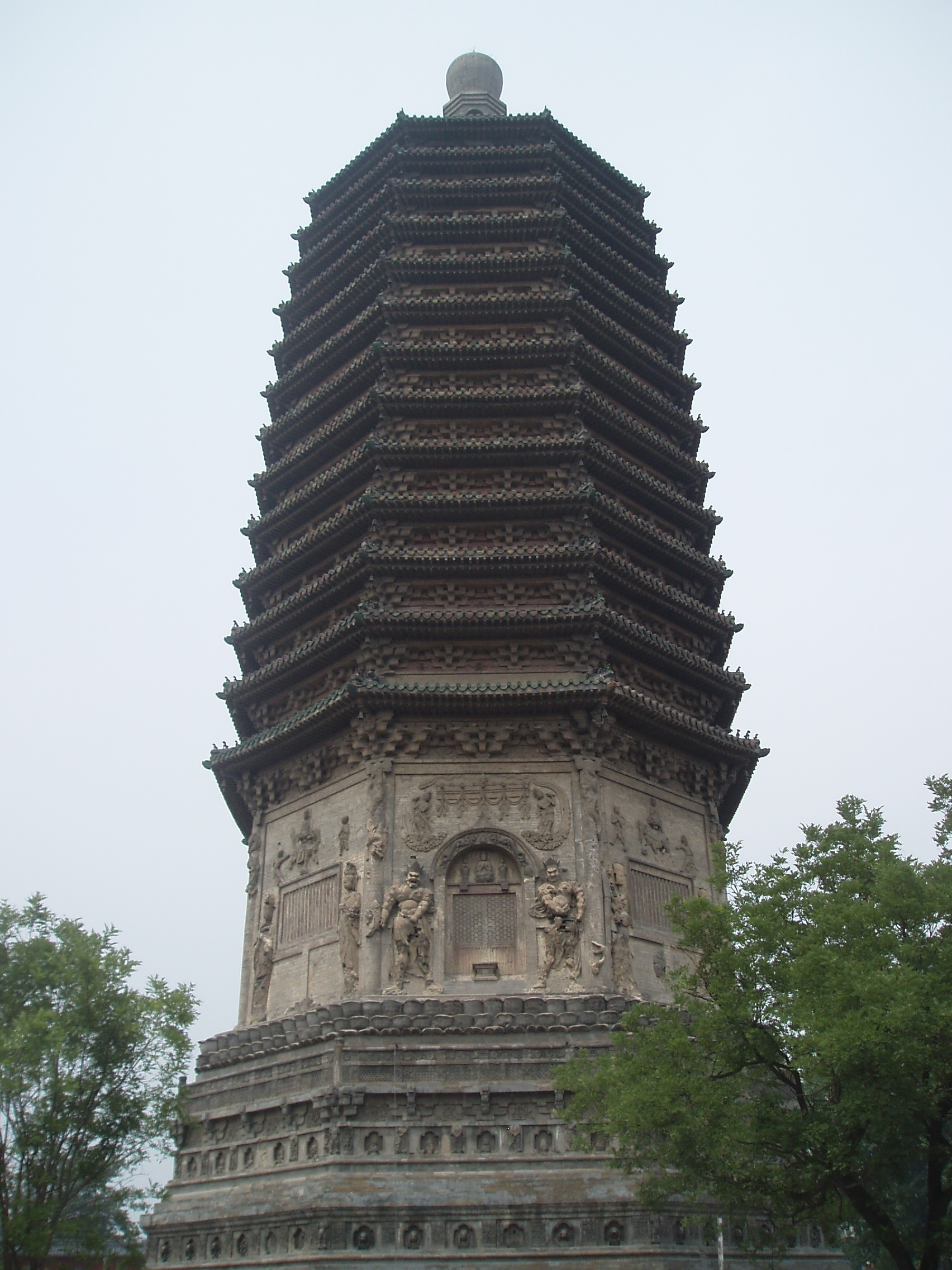
天宁寺塔，興建於1119年至1120年間

契丹族原臣服唐朝，被唐朝設立為松漠都督府。於晚唐五代時建立契丹國獨立，並且屢次入侵河北地區。五代後唐末年，遼太宗接受石敬瑭的請求，協助他建立後晉取代後唐，以獲得燕雲十六州與後晉的臣服。不久又南征中原，滅後晉以建立遼朝。至此遼朝與中原的外交關係首度轉為遼朝居上，中原臣服的狀態:46。之後遼朝衰退，後周與北宋為了燕雲十六州又相繼北伐，雙方恢復對峙的局面。遼朝採取防禦策略，並且扶持北漢對抗中原的北伐，屢次抵禦中原的進攻。直到遼聖宗時，經過充分準備之後，再度發動南征，率遼軍直逼北宋的澶州。最後雙方訂立澶淵之盟，遼朝與北宋建立大致上平等的外交關係，長達120年，雙方並且加強經濟和貿易往來。1042年遼興宗乘宋夏戰爭後北宋內外交困之際，率重兵陳列遼宋邊界，並派蕭特末（漢名蕭英）和劉六符去宋朝索要瓦橋關南十縣地。宋朝派富弼與遼方使節談判，雙方於九月達成協議，此即重熙增幣。最後增加增歲幣銀十萬兩、絹十萬匹以了結這次索地之爭。遼興宗還派耶律仁先和劉六符再次使宋爭得一個「納」字，即歲幣是宋方納給遼方的，不是贈送的。宋臣富弼建議宋仁宗答應要求，並且要求遼朝約束西夏作為條件以破壞遼與西夏的關係，最後使遼興宗兩次親征西夏，勞民傷災:36。遼朝晚期因受女真族建立的金朝入侵，加上朝廷內部分裂與內鬥，使遼朝有意與北宋和談。但是北宋已經與金朝建立海上之盟而共同伐遼，所以拒絕和談，最後遼朝亡於金朝:12。
遼朝於926年滅渤海國後與高麗接觸。942年送給高麗50匹駱駝，但遭高麗太祖拒絕。遼使被放逐到孤島，所送駱駝也都被餓死（萬夫橋事件）。至此遼朝多次襲擾高麗邊界，993年，遼聖宗率大軍越過鴨綠江入侵高麗。最後雙方和談，在高麗同意斷絕與宋的聯盟後，遼聖宗率軍北返，雙方建立友好的睦鄰關係。1009年高麗發生軍變。遼聖宗趁機入侵高麗，最後在攻下開城後北返。1018年，遼朝率大军再度東征高麗。但不敌高丽军队。双方之后谈和，以后遼朝再也没有入侵高丽。
遼朝與西北諸國保持著較為友好和睦的往來。遼朝西境的主要鄰國西夏，長期以來，一直與遼朝保有朝貢和聯姻關係。一度為遼藩屬，被稱為甥舅之邦。遼朝與西域諸國的關係也源遠流長。早在遼太祖耶律阿保機時，就曾經率軍西征，使西域諸國相繼臣服。統和年間，王太妃出師西域，1003年建可敦城，作為西北的邊防重鎮，經過多年的經營，使遼朝的勢力範圍涵蓋漠南、漠北與西域之地。遼朝政府對這些降附的部落屬國，均採取「因遷種落，內置三部」的羈縻政策，使得這些國家互相監督，皆不願背叛遼朝。這些都使蔥嶺以東的甘州回鶻、西州回鶻與蔥嶺以西的喀喇汗國，基本上都是親附遼朝，其與北宋的關係較疏。此外，西亞的波斯與大食在遼初也相繼遣使來通好。天贊二年，波斯使來，第二年大食使來。大食國王遣使為王子請婚，未允。次年，復遣使請婚，遼聖宗以宗室之女嫁之。
因此，在唐朝滅亡之後，西域、西亞與東歐地區皆將遼朝（契丹）作為中國的代表稱謂。中亞和西亞的伊斯蘭兵書中，還將中國傳過去的火药與火器稱為「契丹花」、「契丹火箭」等。直到今日，俄羅斯民族的語言和文字當中，也依舊以契丹作為中國的稱呼:1。

## 近代

### 明
中国古代一直没有专职外交部。明代在因袭唐宋旧制的基础上，形成礼部主管、其他官衙协办的管理格局。其中，礼部“主客司”负责全面外事活动，“行人司”负责奉旨出使，“鸿胪寺”负责外事礼仪，“会同馆”负责外事接待，“四夷馆”负责外事翻译。

### 清

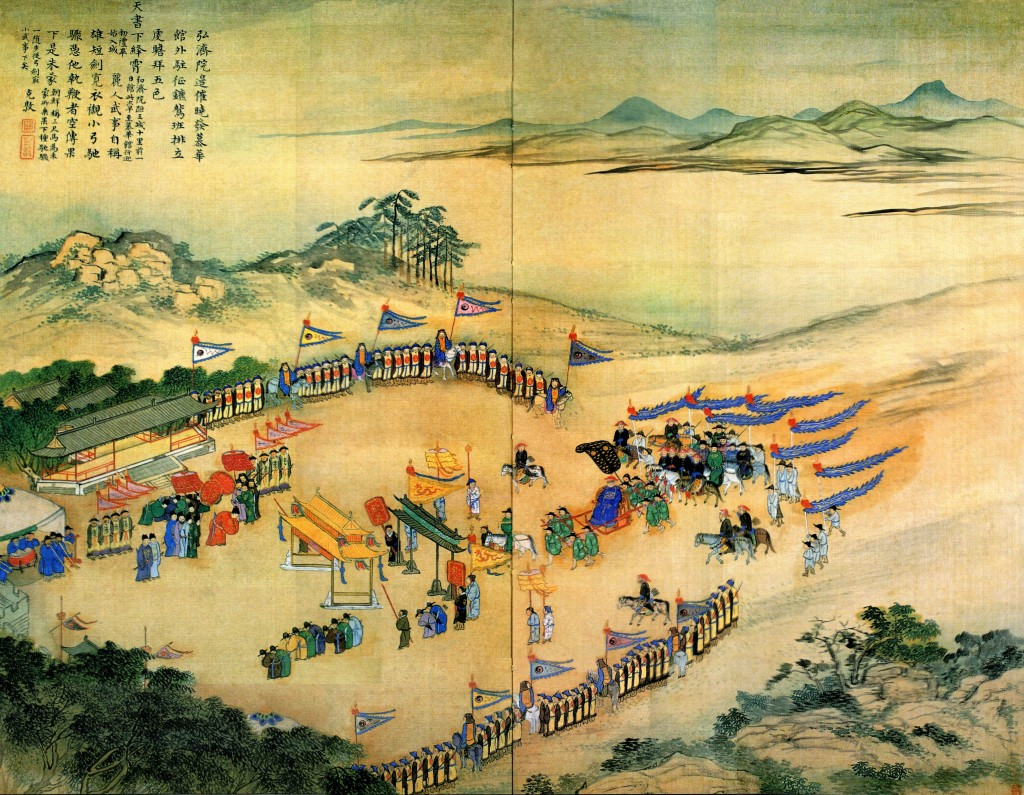
朝鮮國王在迎恩門迎接滿清冊封使阿克敦

朝贡体系到了清朝达到最成熟的地步。朝鲜、越南和琉球国是朝贡国的典型。
1665年，俄罗斯冒险家来到外滿洲，通过拉丁语（中国人从耶稣会传教士那里学到了这门语言），清朝皇帝与俄国沙皇在1689年签订了《尼布楚条约》，划定了两国之间的疆界，其中部分沿用至今。

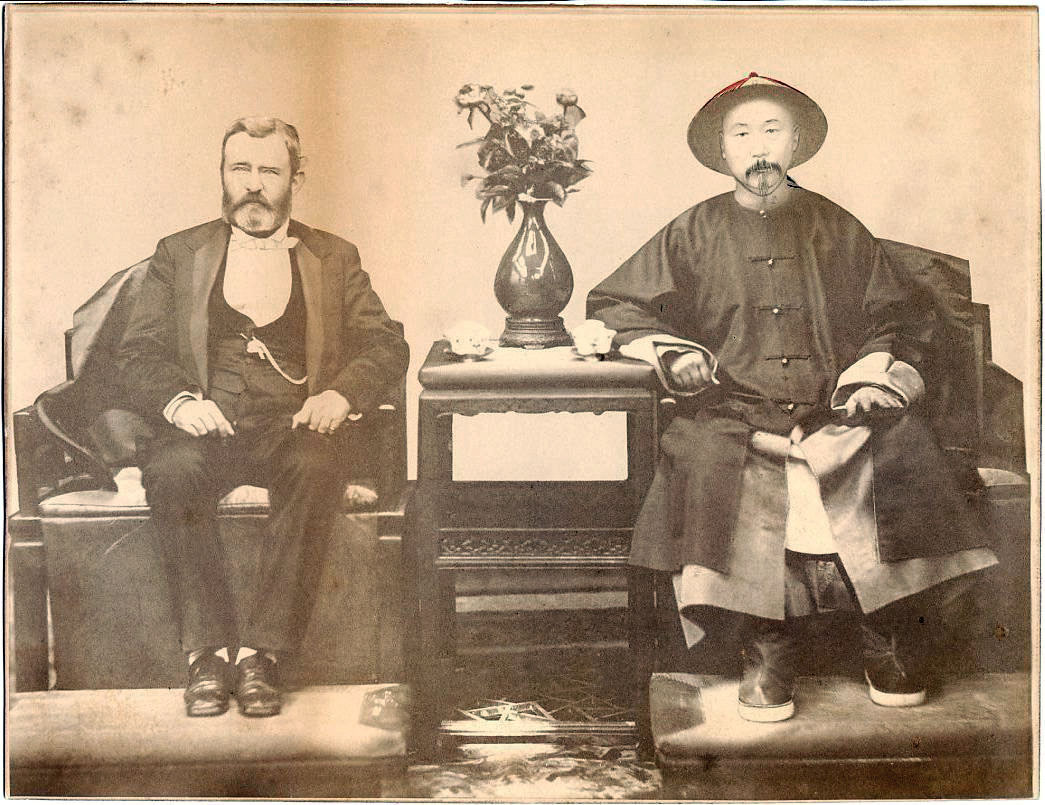
1879年於天津，直隸總督兼北洋通商大臣李鴻章與前美國總統（1877年卸任）尤利西斯·S·格蘭特

在19世纪后半叶，中国很快学会了欧洲外交的游戏规则。虽然这期间中国外交的长期目标是重树中国的强国地位，当时的近期目标则是保住现有领土并推广洋务运动，在19世纪末面对瓜分中国危机时甚至一度涉及到生存的问题。仅拥有一支相对弱小军队的中国，必须依靠国际法与强国之间的矛盾来维持自己的主权独立和领土完整。
自1840年鸦片战争以来，清朝与其他国家签订了一系列的条约，如《南京條約》《璦琿條約》《北京條約》《馬關條約》《辛丑條約》。中日甲午战争之后，清政府在李鴻章的主导下采取亲俄政策，以制衡日本。

## 現代

### 中华民国

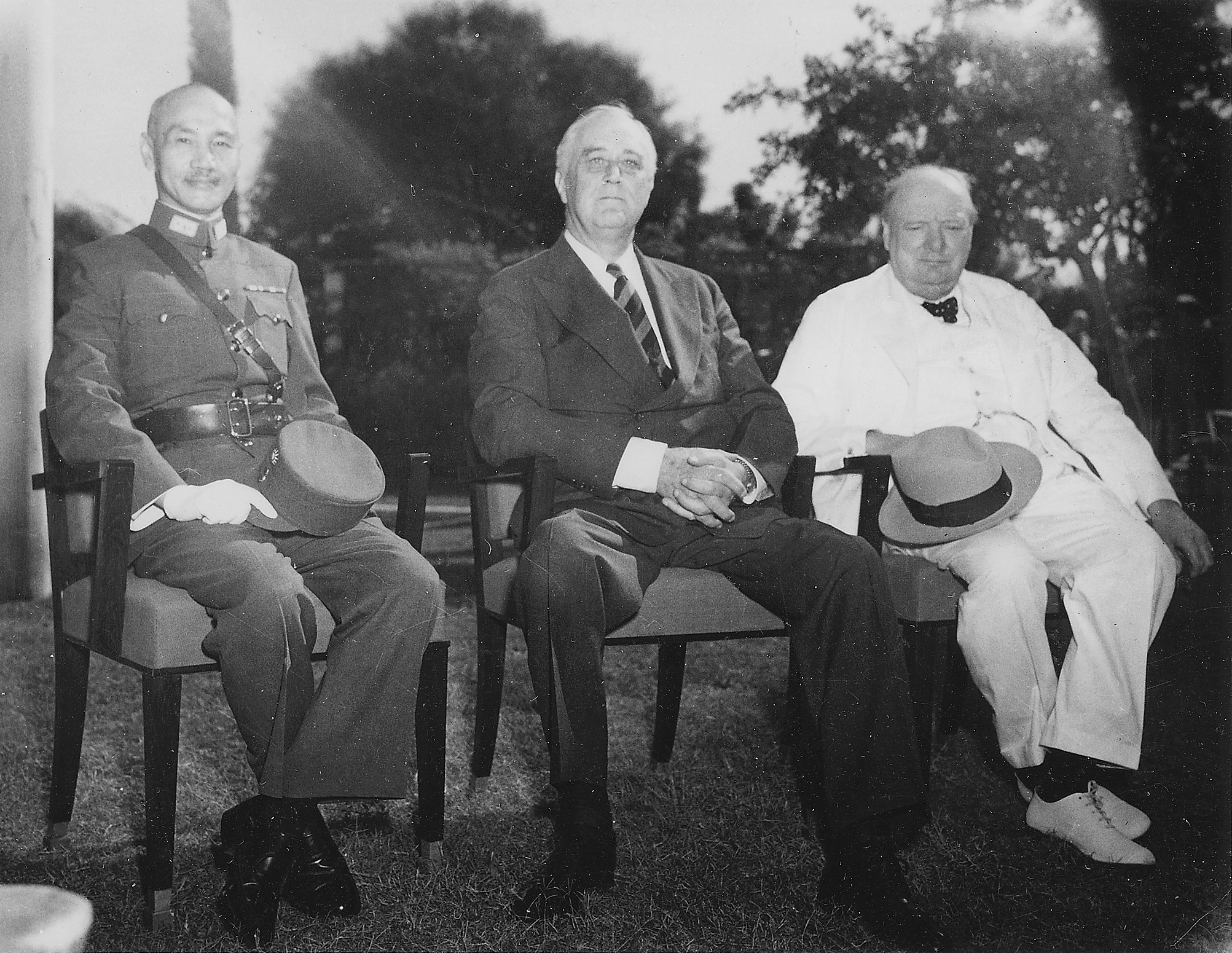
1943年开罗会议三巨头

中華民國建國初期内战不断，经常出现多个政权声称代表中国，缺乏统一的中央政府来全力发展外交关系。1912年，中华民国南京临时政府成立后，并没有立即得到国际承认，直到清帝退位、袁世凯掌控的北洋政府成立后，中华民国才被国际承认。作为一战的战胜国，北洋政府在巴黎和会上不能捍卫本国利益，引发了「五四运动」，最终使中国代表拒绝签署《凡尔赛和约》。1920年代國民政府發動北伐期间，出现三个自称代表中国中央政府的政权——南京国民政府、武汉国民政府和北洋政府。但随着宁汉合流和北伐胜利，定都於南京的国民政府获得英美等国支持，完成形式上的中国统一，确立了其中央政府的地位。到了抗日战争时期，隨著中國對抗日本侵略成為二戰戰場的一環，中华民国的国际地位才开始显着提高。开罗会议中，中国是与会的三大国之一。对日抗战后期，国民政府废除了自鸦片战争后所签订的大部分不平等条约，并陆续与世界各国签订平等新约（“修订新约运动”）。国民政府还积极与英国交涉，欲收回香港，但被当时的英国首相邱吉尔所拒绝。二戰後，國民政府領導下的中華民國成为联合国五个创始会员国、以及联合国安理会常任理事国之一，使中國躋身戰後世界大國之列。
1949年第二次国共内战失败后，剛從國民政府改組而來的中華民國政府播遷至臺灣，與內戰後新建立的中华人民共和国相隔臺海兩岸分治。虽然已失去中國大陸治權，但中華民国政府在国际上與中華人民共和國政府競逐中國代表權，持续佔据大部分中国参与世界交流的位置。至1971年的聯合國大會第2758號決議，原屬中華民國的聯合國中國席位被中華人民共和國取代；之後随着美国等国陆续断交，中华民国的國際地位遂被中华人民共和国奪去。在中華人民共和國政府“一个中国”的壓力下，中华民国的国际空间受到大幅限制。目前中華民國有15个邦交国，但部份邦交国的外交关系维持建立在金援而非互惠互利的基础上；至於與非邦交國，尤其是美國、日本等實際上有密切官方關係的非邦交國家，則透過設置駐地的「臺北經濟文化代表處」維持實務的雙邊關係。中华民国现今在国际上以中华台北、中国台北、台澎金马特别关税领域等权宜名称参与国际组织，並試圖在外交上尋求雙重承認，但未有真正成功之案例。
1990年代後，中華民國政府在對外關係上強調「海峽兩岸互不隸屬」的政治事實，並逐漸朝向臺灣本土化的路線發展。为了突破“一中”框架，2000年民進黨首次執政後，主张“一边一国”，并发动邦交国连署及公民投票，要求以“台湾”名义加入联合国和其下属机构世界卫生组织，但以失败告终。2008年國民黨重新执政後，以九二共識為基礎，兩岸政府在外交方面的竞争有所缓和。但2016年民進黨二度執政後否認九二共識，兩岸政府關係重新變得緊張。

### 中華人民共和國
隨著國共內戰失利，中華民國政府退守台灣，但仍與美國等資本主義國家維持外交關係。而在中國大陸的中华人民共和国在建国初期，实行「一边倒」策略，加入苏联为首的社会主义国家阵营，在冷战中对抗以美国为首的资本主义国家阵营。1960年中苏关系破裂，中华人民共和国走上了完全独立发展的道路，并积极与第三世界的国家建立友好关系。1970年代，中华人民共和国通过聯合國大會2758號決議取代在台湾的中国国民党当局代表而成为联合国安全理事会常任理事国，相继与日本、美国等国建交。而在中华人民共和国的國際影響日漸增強的情況下，世界上大多數國家開始與中华人民共和国建立外交關係。
习近平出任中共中央总书记后，中国奉行强调斗争精神的“战狼外交”，外交政策转为强硬路线，中国与西方国家的关系不断恶化。由于习近平对西方世界充满敌意，提出“東升西降”和“百年未有之大变局”，习近平又实行个人独裁统治，以及中国出现反西方情绪，被认为是导致激进外交路线出现的因素，中国官方承认这是“战狼外交”。

## 延伸阅读
[在维基数据编辑]
- 《中國的第三世界政策與地緣政治策略》. 李榭熙; 《香港社會科學學報》; 36 2009.春-夏; 頁139-161
- 柯偉林：〈中國的國際化：民國時代的對外關係（页面存档备份，存于）〉。
- 田岛信雄：〈中日战争与日德中苏关系（页面存档备份，存于）〉。